# Eccellenza Emilia-Romagna 2016-2017
Il campionato italiano di calcio di Eccellenza regionale 2016-2017 è il ventiseiesimo organizzato in Italia. Rappresenta il quinto livello del calcio italiano.
Questi sono i gironi organizzati dal Comitato Regionale della regione Emilia-Romagna.

## Girone A

### Squadre partecipanti
| Club                        | Città                                       |
| --------------------------- | ------------------------------------------- |
| Axys Zola                   | Zola Predosa (BO)                           |
| Bagnolese                   | Bagnolo in Piano (RE)                       |
| Bibbiano San Polo           | Bibbiano (RE)                               |
| Carpineti                   | Carpineti (RE)                              |
| Pol. Dil. Casalgrandese     | Casalgrande (RE)                            |
| Cittadella Vis S. Paolo     | Modena                                      |
| A.C.D. Colorno              | Colorno (PR)                                |
| A.S. Fidentina              | Fidenza (PR)                                |
| A.C. Fiorano 1961           | Fiorano Modenese (MO)                       |
| A.S.D. Folgore Rubiera      | Rubiera (RE)                                |
| Gotico Garibaldina          | Piacenza                                    |
| Luzzara                     | Luzzara (RE)                                |
| A.S.D. Nibbiano e Valtidone | Nibbiano (PC)                               |
| Pol. San Michelese          | San Michele dei Mucchietti di Sassuolo (MO) |
| A.C. Rolo A.S.D.            | Rolo (RE)                                   |
| A.S.D. Salsomaggiore 1931   | Salsomaggiore Terme (PR)                    |
| U.S. San Felice A.S.D.      | San Felice sul Panaro (MO)                  |
| Vigor Carpaneto             | Carpaneto Piacentino (PC)                   |

### Classifica
|  | Pos. | Squadra                 | Pt | G  | V  | N  | P  | GF | GS | DR  |
|  | ---- | ----------------------- | -- | -- | -- | -- | -- | -- | -- | --- |
|  | 1.   | Vigor Carpaneto         | 76 | 34 | 22 | 10 | 2  | 65 | 23 | +42 |
|  | 2.   | Folgore Rubiera         | 66 | 34 | 19 | 9  | 6  | 60 | 34 | +26 |
|  | 3.   | Axys Zola               | 55 | 34 | 16 | 7  | 11 | 53 | 44 | +9  |
|  | 4.   | Fiorano 1961            | 53 | 34 | 13 | 14 | 7  | 40 | 35 | +5  |
|  | 5.   | Casalgrandese           | 51 | 34 | 15 | 6  | 13 | 63 | 58 | +5  |
|  | 6.   | San Michelese           | 50 | 34 | 14 | 8  | 12 | 57 | 47 | +10 |
|  | 7.   | Bibbiano San Polo       | 49 | 34 | 13 | 10 | 11 | 42 | 47 | -5  |
|  | 8.   | Nibbiano e Valtidone    | 47 | 34 | 11 | 14 | 9  | 47 | 33 | +14 |
|  | 9.   | San Felice              | 47 | 34 | 11 | 14 | 9  | 42 | 35 | +7  |
|  | 10.  | Rolo                    | 44 | 34 | 9  | 17 | 8  | 43 | 34 | +9  |
|  | 11.  | Fidentina               | 44 | 34 | 12 | 8  | 14 | 44 | 50 | -6  |
|  | 12.  | Bagnolese               | 42 | 34 | 11 | 9  | 14 | 42 | 49 | -7  |
|  | 13.  | Carpineti               | 42 | 34 | 12 | 6  | 16 | 49 | 63 | -14 |
|  | 14.  | Salsomaggiore 1931      | 36 | 34 | 6  | 18 | 10 | 32 | 42 | -10 |
|  | 15.  | Cittadella Vis S. Paolo | 34 | 34 | 9  | 7  | 18 | 35 | 50 | -15 |
|  | 16.  | Colorno                 | 33 | 34 | 8  | 9  | 17 | 40 | 56 | -16 |
|  | 17.  | Luzzara                 | 32 | 34 | 8  | 8  | 18 | 28 | 50 | -22 |
|  | 18.  | Gotico Garibaldina      | 28 | 34 | 8  | 4  | 22 | 31 | 63 | -32 |

Legenda:

      Promossa in Serie D 2017-2018.

      Ripascata in Serie D 2017-2018 per completamento organico.

      Ammessa ai play-off nazionali.

      Retrocessa in Promozione 2017-2018 dopo i play-out.

      Retrocesse in Promozione 2017-2018.

Note:

Tre punti a vittoria, uno a pareggio, zero a sconfitta.

### Spareggi

#### Play-out
| Squadra 1          | Risultato   | Squadra 2               |
| ------------------ | ----------- | ----------------------- |
| Salsomaggiore 1931 | 4 - 3 (dts) | Cittadella Vis S. Paolo |

| Salsomaggiore 7 maggio 2017, ore 17:00                             | Salsomaggiore | 4 – 3 (d.t.s.)   | Cittadella Vis S. Paolo | Stadio Clemente Francani |
| \| \| \| \| \| Simone Bertani \| Allenatori \| Emilio Piccinini \| |               |                  |                         |                          |
|                                                                    |               |                  |                         |                          |
| Simone Bertani                                                     | Allenatori    | Emilio Piccinini |                         |                          |

### Verdetti finali
- Vigor Carpaneto promossa in Serie D 2017-2018
- Folgore Rubiera ammesso (e poi sconfitto) ai play-off nazionali
- Gotico Garibaldina,  Luzzara,  Colorno  e (dopo i play-out)  Cittadella Vis S. Paolo retrocessi in Promozione Emilia-Romagna 2017-2018
- Carpineti Rinuncia al campionato di Eccellenza Emilia-Romagna 2017-2018[5]

## Girone B

### Squadre partecipanti
| Club                    | Città                                       |
| ----------------------- | ------------------------------------------- |
| A.S.D. Argentana        | Argenta (FE)                                |
| Bellaria Igea Marina    | Bellaria-Igea Marina (RN)                   |
| Calcio Castrocaro       | Castrocaro (FC)                             |
| Cervia 1920             | Cervia (RA)                                 |
| Classe                  | Classe di Ravenna                           |
| Corticella              | Corticella di Bologna                       |
| Faenza Calcio           | Faenza (RA)                                 |
| Faro Coop               | Gaggio Montano (BO)                         |
| Fya Riccione            | Riccione (RN)                               |
| Granamica               | Minerbio (BO)                               |
| Marignanese             | San Giovanni in Marignano (RN)              |
| A.S.D. Massa Lombarda   | Massa Lombarda (RA)                         |
| A.S.D. Old Meldola 1953 | Meldola (FC)                                |
| S.C.D. Progresso        | Castel Maggiore (BO)                        |
| A.S.D. Real San Lazzaro | San Lazzaro di Savena (BO)                  |
| Rimini                  | Rimini                                      |
| S.S.D. Sampierana       | San Piero in Bagno di Bagno di Romagna (FC) |
| S. Agostino             | Sant'Agostino (FE)                          |
| Sasso Marconi           | Sasso Marconi (BO)                          |
| A.S.D. Savignanese      | Savignano sul Rubicone (FC)                 |

### Classifica
|  | Pos. | Squadra              | Pt | G  | V  | N  | P  | GF | GS | DR  |
|  | ---- | -------------------- | -- | -- | -- | -- | -- | -- | -- | --- |
|  | 1.   | Rimini               | 98 | 38 | 31 | 5  | 2  | 90 | 18 | +72 |
|  | 2.   | Sasso Marconi        | 74 | 38 | 22 | 8  | 8  | 55 | 42 | +13 |
|  | 3.   | Classe               | 73 | 38 | 20 | 13 | 5  | 59 | 30 | +29 |
|  | 4.   | Savignanese          | 66 | 38 | 19 | 9  | 10 | 65 | 38 | +27 |
|  | 5.   | Fya Riccione         | 65 | 38 | 18 | 11 | 9  | 63 | 49 | +14 |
|  | 6.   | Castrocaro           | 62 | 38 | 19 | 5  | 14 | 48 | 43 | +5  |
|  | 7.   | Granamica            | 58 | 38 | 16 | 10 | 12 | 59 | 47 | +12 |
|  | 8.   | Argentana            | 52 | 38 | 14 | 10 | 14 | 49 | 36 | +13 |
|  | 9.   | S. Agostino          | 49 | 38 | 12 | 13 | 13 | 53 | 48 | +5  |
|  | 10.  | Marignanese          | 49 | 38 | 14 | 7  | 17 | 38 | 54 | -16 |
|  | 11.  | Faenza               | 49 | 38 | 12 | 13 | 13 | 34 | 43 | -9  |
|  | 12.  | Massa Lombarda       | 48 | 38 | 13 | 9  | 16 | 41 | 49 | -8  |
|  | 13.  | Real San Lazzaro     | 47 | 38 | 14 | 5  | 19 | 49 | 55 | -6  |
|  | 14.  | Progresso            | 45 | 38 | 12 | 9  | 17 | 47 | 53 | -6  |
|  | 15.  | Bellaria Igea Marina | 44 | 38 | 13 | 5  | 20 | 46 | 63 | -17 |
|  | 16.  | Sampierana           | 42 | 38 | 11 | 9  | 18 | 56 | 61 | -5  |
|  | 17.  | Cervia               | 38 | 38 | 11 | 5  | 22 | 38 | 60 | -22 |
|  | 18.  | Corticella           | 38 | 38 | 8  | 14 | 16 | 34 | 42 | -8  |
|  | 19.  | Faro Coop            | 34 | 38 | 9  | 7  | 22 | 43 | 67 | -24 |
|  | 20.  | Old Meldola          | 23 | 38 | 6  | 5  | 27 | 23 | 92 | -69 |

Legenda:

      Promossa in Serie D 2017-2018.

      Ripescata in Serie D 2017-2018 per completamento organico.

      Ammessa ai play-off nazionali.

      Retrocessa in Promozione 2017-2018 dopo i play-out.

      Retrocesse in Promozione 2017-2018.

Note:

Tre punti a vittoria, uno a pareggio, zero a sconfitta.

### Spareggi

#### Play-out
| Squadra 1            | Risultato | Squadra 2  |
| -------------------- | --------- | ---------- |
| Sampierana           | 1 - 2     | Cervia     |
| Bellaria Igea Marina | 2 - 3     | Corticella |

| San Piero in Bagno 14 maggio 2017, ore 16:30 | Sampierana | 1 – 2 | Cervia | Stadio Paolo Campodoni |

| Bellaria 14 maggio 2017, ore 16:30 | Bellaria Igea Marina | 2 – 3 | Corticella | Stadio Enrico Nanni |

### Verdetti finali
- Rimini promossa in Serie D 2017-2018
- Sasso Marconi ammesso ai play-off nazionali. Perde la finale ma viene ripescato in Serie D 2017-2018[9].
- Old Meldola,  Faro Coop e (dopo i play-out)  Bellaria Igea Marina e  Sampierana retrocessi in Promozione Emilia-Romagna 2017-2018